# Братениця (Богодухівський район)
Брате́ниця — село у Богодухівській міській громаді Богодухівського району Харківської області України. Поштове відділення — Братеницьке.

## Географія
Село тече Балка Братениця, яка через 5 км впадає в річку Братениця. На балці є загати. На південь за 1 км знаходиться село Шуби. За 5 км знаходиться село Івано-Шийчине.

## Історія
1787 рік — дата першої згадки села.
Під час організованого радянською владою Голодомору 1932—1933 років померло щонайменше 266 жителів села.
12 червня 2020 року, відповідно до розпорядження Кабінету Міністрів України № 725-р «Про визначення адміністративних центрів та затвердження територій територіальних громад Харківської області», село увійшло до Богодухівської міської громади.
19 липня 2020 року, в результаті адміністративно-територіальної реформи та ліквідації Богодухівського району (1923—2020), село увійшло до складу новоутвореного Богодухівського району Харківської області.

## Відомі жителі
- Огар Олексій Денисович — молодший лейтенант. Загинув у 1945 році при звільненні міста Мишкув. Його ім'ям названа площа в цьому місті.[6]